# Castries
Castries je glavni grad države Svete Lucije. Ima 11 400 stanovnika.
U blizini je zračna luka "George Charles".
Grad su 1650. osnovali Francuzi.

## Poznate osobe
- Julien Alfred - olimpijska pobjednica u atletici na 100 m na OI 2024.